# Niccolò Grassi Bertazzi
Niccolò Grassi Bertazzi (Acireale, 27 gennaio 1933) è un politico italiano.

## Biografia
Esponente siciliano della Democrazia Cristiana. Nel 1968 viene eletto alla Camera dei Deputati, confermando il seggio a Montecitorio anche dopo le elezioni del 1972 e del 1976.
Alle elezioni politiche del 1979 si candida al Senato, dove rimane complessivamente quattro Legislature, fino al 1994. 
Negli anni ricopre anche il ruolo di Sottosegretario di Stato in quattro governi degli anni Ottanta (due guidati da Amintore Fanfani e due da Bettino Craxi).